# Вариант тестирования
Вариант тестирования, тестовая ситуация (англ. test case) в разработке программного обеспечения ― это формально описанный алгоритм тестирования программы, специально созданный для определения возникновения в программе определённой ситуации, определённых выходных данных. Часто варианты тестирования группируют в тестовые наборы.
Если к программе предъявляются определённые формальные требования, то варианты тестирования составляются таким образом, чтобы были охвачены все эти требования. Для приложений без формальных требований варианты тестирования могут быть созданы, основываясь на типичном поведении программ сходного класса.

## Типичный формат записи вариантов тестирования
Вариант тестирования обычно состоит из последовательности шагов. Информация, обычно сопровождающая вариант тестирования:
- Уникальный идентификатор варианта тестирования
- Описание алгоритма тестирования
- Условия среды окружения
- Стадии тестирования
- Требования
- Категория теста
- Автор
- Степень автоматизации